# کنسولگری افغانستان در مشهد
کنسولگری افغانستان در مشهد کنسولگری رسمی جمهوری اسلامی افغانستان در شهر مشهد است.

## اطلاعات بیشتر
وبگاه رسمی کنسول‌گری افغانستان در ایران، مشهد
شماره تلفن: 05138597551